# Boellaard (geslacht)
Boellaard (ook: Boellaard van Tuyl) is de naam van een Nederlands geslacht dat bestuurders en militairen voortbracht.

## Geschiedenis
De bewezen stamreeks begint met Jan Cornelissen Boellers, geboren omstreeks 1562. Zijn achterkleinzoon Pieter Evertsz Boellaard werd schepen en burgemeester van stad en baronie van Asperen en was de eerste bestuurder in dit geslacht.
De familie werd in 1917 opgenomen in het genealogisch naslagwerk Nederland's Patriciaat; heropnames volgden in 1956 en 1992.

## Enkele telgen
Pieter Evertsz Boellaard (geboren omstreeks 1658-1720), schepen 1683-, burgemeester (voor 1705) en hoogheemraad van stad en baronie van Asperen. Wapenvoerder.
- Pieter Boellaard (1683-1751), heer van Tuil, schepen bank van Tuil 1717-1745, hoogheemraad Tielerwaard 
In 1733 kocht hij van de erfgenamen van Jacob van Beijnhem, heer van Tuil en Appelenburg, de heerlijkheid Tuil met goederen onder Bommel, Tuil, Driel, Opijnen, Neerijnen, Hiern en Herwijnen. Na zijn dood gingen deze goederen over op zijn zoon Pieter (1717-1801)
  - mr. Pieter Boellaard (1717-1801), heer van Tuil, schepen bank van Tuil 1747-1777
    - Pieter Boellaard (1743-1811), heer van Tuil, burger van Nijmegen 1771, commies-generaal convooien en licenten aldaar (1771)
    - Dorothea Beatrix Boellaard (1745-1823); trouwt 1765 mr. Dirk Boellaard (1740-1826), schout en gaardermeester te Meerkerk 1765-1787[4]
    - Johan Boellaard (1755-1808), schepen bank van Tuil 1779-(1793)
    - Arnoldus Boellaard (1763-1844), hoogheemraad Tielervaard 1784-1795

  - mr. Johan Boellaard (1719-1807), heer van Zuilichem en den Braai (koop 1752)
    - Pieter Johan Boellaard (1754-1835), schepen bank van Tuil 1804-1811, hoogheemraad Tielerwaard 181l-1834
    - Hermanus Nicolaas Boellaard (1757-1841), schepen van Gorinchem 1793-1794
    - Johan Diderick Boellaard (1761-1840), heer van Zuilichem (verkoop 1818)
      - Margaretha Cornelia Boellaard (1795-1872), kunstschilderes, lithografe, tekenares, kunstverzamelaarster, naamgeefster van de Boellaardprijs

    - Dorothea Adriana Boellaard (1760-1823); trouwt 1808 Arnoldus Boellaard (1763-1844), hoogheemraad Tielervaard 1784-1795
- Dirk Boellaard (1691-1736), hoogheemraad Alblasserwaard 1715-1736, schout (1717-1736) en gaardermeester van Meerkerk
  - Pieter Boellaard (1717-1797), schout en secretaris te Meerkerk, hoogheemraad Alblasserwaard 1736-1765, later schout (1777), secretaris, gaardermeester en erfhuismeester van Lexmond, Achthoven en Lakerveld
    - mr. Dirk Boellaard (1740-1826), schout en gaardermeester van Meerkerk 1765-1787, lid Nationale Vergadering 1796- 1797, hoogheemraad Alblasserwaard 1765-1787
      - Hendrik Boellaard (1770-1847), officier, laatstelijk luitenant-kolonel 1815-1829, kolonel titulair 1829-, militiecommissaris in Zuid-Holland, Ridder Militaire Willems-Orde
        - Dirk Johan Henricus Boellaard (1800-1871), lid raad van 's-Gravenhage 1846-1851, lid Provinciale Staten van Zuid-Holland 1854-1865
        - Johannes Adrianus Hendrikus Boellaard (1841-1920), officier, laatstelijk luitenant-kolonel 1884-1888
          - Willem Hendrik Cornelius Boellaard (1866-1951), officier inf. 1887-, laatstelijk generaal-majoor 1922-1923
            - Willem Anton Hendrik Cornelius (Pim) Boellaard (1903-2001), militair, politicus en verzetsman; trouwt 1929 Anna Louisa barones van Heeckeren (1907-1991), kunstschilderes
              - mr. Willem Hendrik Cornelius Boellaard (1930-2016); trouwt 1961 Maria Julie Stheeman (1937), hofdame van koningin Beatrix

      - Jan Willem Boellaard (1772-1830), heer van Herwijnen, burgemeester van Herwijnen
        - Dirk Boellaard (1797-1856), heer van Herwijnen, burgemeester en secretaris van Herwijnen 1831-1856
          - Jan Willem Boellaard (1830-1923), heer van Herwijnen (-1858), officier inf. 1851-, generaal-majoor titulair 1889-, adjudant i.b.d. van Koningin Wilhelmina 1898-†
            - Cornelia Gerardina (Corrie) Boellaard (1869-1934), kunstschilderes; trouwt 1899 Paulus Philippus Rink (1861-1903), kunstschilder; zij hertrouwt 1907 prof. dr. Hector Treub (1856-1920), hoogleraar verloskunde Rijksuniversiteit Leiden 1887-1896, Gemeentelijke Universiteit Amsterdam 1896-1920

        - Adolf Pieter Hendrik Boellaard (1811-1875), officier cav. 1832-, laatst. luitenant-kolonel 1864-†, ordonnansofficier van koning Willem II 1848-1849, amateurkunstschilder
          - Edmond Boellaard (1856-1923), heer van Tuil, officier art. 1876-, laatst. kapitein 1891-1897
            - Adolf Pieter Hendrik Boellaard (1882-1956), officier Koninklijke Marechaussée 1903-, laatstelijk luitenant-kolonel 1934-1938
              - dr. Jan Willem Boellaard (1920-), heer van Tuil, neuropatholoog te Tübingen

      - Adolphus Pieter Boellaard van Tuyl (toestemming naamswijziging 1825) (1784-1847), heer van Tuil, officier, laatstelijk kolonel (1830)
        - Thierry François Adolphe Oscar Boellaard van Tuyl (1816-1894), heer van Tuil, officier artillerie 1836-, laatstelijk majoor 1868-1871, luitenant-kolonel titulair
        - Lodewijk Pieter Antoine Boellaard (1828-1893)
          - Lodewijk Pieter Antoine Boellaard (1866-1940), toonkunstenaar
          - Adriana Jacoba Maria Boellaard (1876-1947); trouwt 1907 Goverdus Henricus 's-Gravesande Pannekoek (naamswijziging K.B. 27 nov. 1928, nr. 20; zich noemende 's Gravesande) (1882-1965), letterkundige
- Anna Boellaard (1697-1726); trouwt 1725 mr. Laurens Jan Schas (1695-1749), thesaurier, schepen en burgemeester van Vianen

Geslachten die opgenomen zijn in het sinds 1910 verschijnende genealogische naslagwerk Nederland's Patriciaat. Lijst volgens opgave van het CBG Centrum voor familiegeschiedenis.
A · B · C · D · E · F · G · H · I · J · K · L · M · N · O · P · Q · R · S · T · U · V · W · Y · Z